# Balitora anlongensis
Balitora anlongensis — вид коропоподібних риб родини баліторових (Balitoridae). Описаний у 2023 році.

## Поширення
Ендемік Китаю. Відомий лише у типовому місцезнаходженні. Голотип зібраний у печері у селі Нанао в містечку Сінлун у повіті Аньлун Цяньсінань-Буї-Мяоській автономній префектурі провінції Гуйчжоу на півдні країни.